# Distrugere reciprocă asigurată

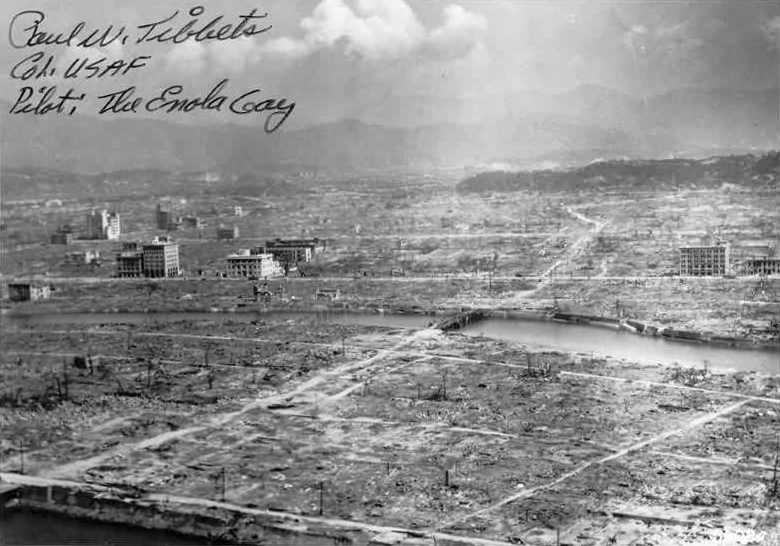
Rămăşiţele oraşului Hiroșima după explozia bombei atomice, 6 August 1945.

Distrugere reciprocă asigurată prescurtat: „DRA”, sau "mutual assured destruction" (Engleză) prescurtat: „MAD”, este o doctrină, o strategie de securitate națională, care precizează că utilizarea pe scară largă a armelor de distrugere în masă ar rezulta în anihilarea completă, totală și irevocabilă, atât a atacatorului cât și al apărătorului 
, acest război terminându-se fără nici o victorie sau armistițiu, doar cu distrugere reciprocă. Este bazat pe Teoria Descurajării conform căreia implementarea, și implicit utilizarea armelor puternice este esențială pentru amenințarea inamicului, în scopul de a preveni utilizarea acestor arme împotriva ta. Această strategie este efectiv o formă a Echilibrului Nash în care nici una din părți, odată armată, nu se va dezarma ulterior.

## Teoria
Doctrina Distrugerii Reciproce Asigurate presupune că orice entitate (țară / alianță) care are destulă putere nucleară de a distruge o alta entitate  și este atacată din orice motiv de către aceasta din urmă, ar contraataca (direct și imediat) cu putere egală sau mai mare. Rezultatul obținut ar fi ireversibil, asigurând ambelor părți distrugere reciprocă totală.
Doctrina precizează în continuare că nici o entitate nu ar îndrăzni să lanseze un prim atac de frica contraatacului, rezultând în distrugerea ambelor părți. Finalul doctrinei DRA creează tensiune, dar asigură pacea globală.
Prima aplicație a doctrinei a început în decursul războiului Rece (1940 - 1990), descurajând astfel prevenirea unui conflic de scară largă între Statele Unite ale Americii și Uniunea Sovietică. Doctrina fiind de asemenea responsabilă pentru cursa de înarmare, ambele țări chinuindu-se în a se menține în echilibru, sau cel puțin a avea puterea de a lansa un contraatac nuclear. Chiar dacă Războiul Rece s-a sfârșit la începutul anilor '90 , Doctrina Distrugeri Reciproce asigurate rămâne valabilă.
Susținătorii DRA din partea S.U.A. și URSS credeau că războiul nuclear ar fi prevenit cel mai bine dacă nici o parte nu s-ar putea aștepta să supraviețuiască dintr-un conflict nuclear de scară largă. Din moment ce amenințarea este critică , fiecare parte trebuia să investească capital substanțial în arsenalul lor nuclear chiar dacă nu aveau nici un interes să-l folosească. De asemenea nici o parte nu ar fi putut să se apere adecvat împotriva rachetelor nuclear din partea opusă; acest lucru a dus la îmbunătățirea și diversificarea sistemelor de atac nucleare (cum ar fi silozuri de rachete nucleare, submarine și bombardiere de rachete balistice nucleare).
Acest scenariu DRA este adesea menționat ca descurajarea nucleară. Termenul a fost folosit pentru prima dată în acest context, după al Doilea Război Mondial.

## Istorie

### Înainte de 1945

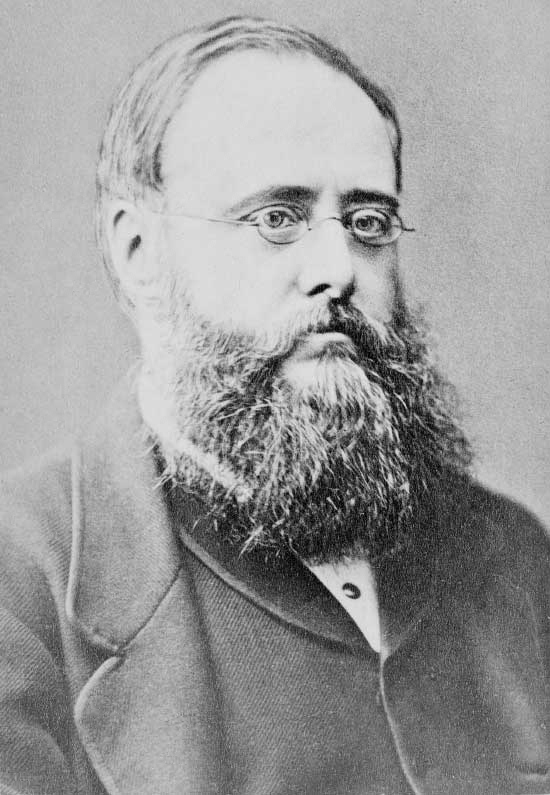
Wilkie Collins.

În Arta războiului, Sun Tzu afirma: „Arta războiului ne învață, să nu ne bazăm pe posibilitatea ca inamicul nu va ataca, ci pe faptul că ne-am făcut poziția de necucerit".
Cea mai veche referire a conceptului vine de la autorul englez Wilkie Collins care scria în timpul războiului franco-prusac în 1870: „Încep să cred că singura noastră salvare, este descoperirea într-o zi a unui agent de distrugere atât de teribil încât războiul ar însemna anihilare și frica oamenilor îi va forța să păstreze pacea".
Ecouri ale doctrinei pot fi găsite în primul document care preciza utilizarea practică a bombei atomice. În martie 1940,  Memorandul Frisch–Peierls a anticipat descurajarea conflictelor folosind arme nucleare.
Practic, în timpul celui de-al Doilea Război Mondial, anihilarea totală din aer a fost folosită împotriva inamicilor al Aliaților din al Doilea Război Mondial, atât în Europa cât și în Japonia, cu mult înaintea bombei atomice, poate și cu rezultate mai distrugătoare. Atacuri cu bombele incendiare folosite la Bombardarea Dresdei în al Doilea Război Mondial, Germaniei și a Japoniei au forțat capitularea necondiționată a Japoniei și a Germaniei Naziste, astfel închizându-se al Doilea Război Mondial, în același timp creând un precedent pentru conceptul de Război total și DRA.

### ÎnceputulRăzboiului Rece
În august 1945, S.U.A. a acceptat capitulararea Japoniei după Bombardamentele atomice de la Hiroshima și Nagasaki. Patru ani mai tarziu la 29 August 1949, U.R.S.S. a detonat propria arma nucleară. La aceea perioadă ambele parți nu aveau metode efective pentru a folosi bombele nucleare. Oarecum cu crearea de avioane cum ar fi Convair B-36, ambele părți deveneau mai puternice, crescându-le șansele de a lansa arme nucleare în interiorul țării opuse. Politica nucleară oficială a Statelor Unite a fost de represalii masive, conform secretarului de stat John Foster Dulles al președintelui  Dwight D. Eisenhower care cerea atacuri masive împotriva U.R.S.S. dacă aceasta ar invada Europa, indiferent dacă este vorba de un atac convențional sau nuclear.
În timpul Crizei rachetelor cubaneze din 1962, Uniunea Sovietica a înțeles cu adevărat puterea submarinelor care puteau lansa rachete balistice intercontinentale ale Statelor Unite, și a început să lucreze la propriile submarine cu această proprietate. În continuarea războiului rece, chiar dacă poziția oficială  DRA a fost schimbată, un contraatac cu rachete balistice intercontinentale nu a fost niciodată scos din calcul.

### Poziție aeriană strategică

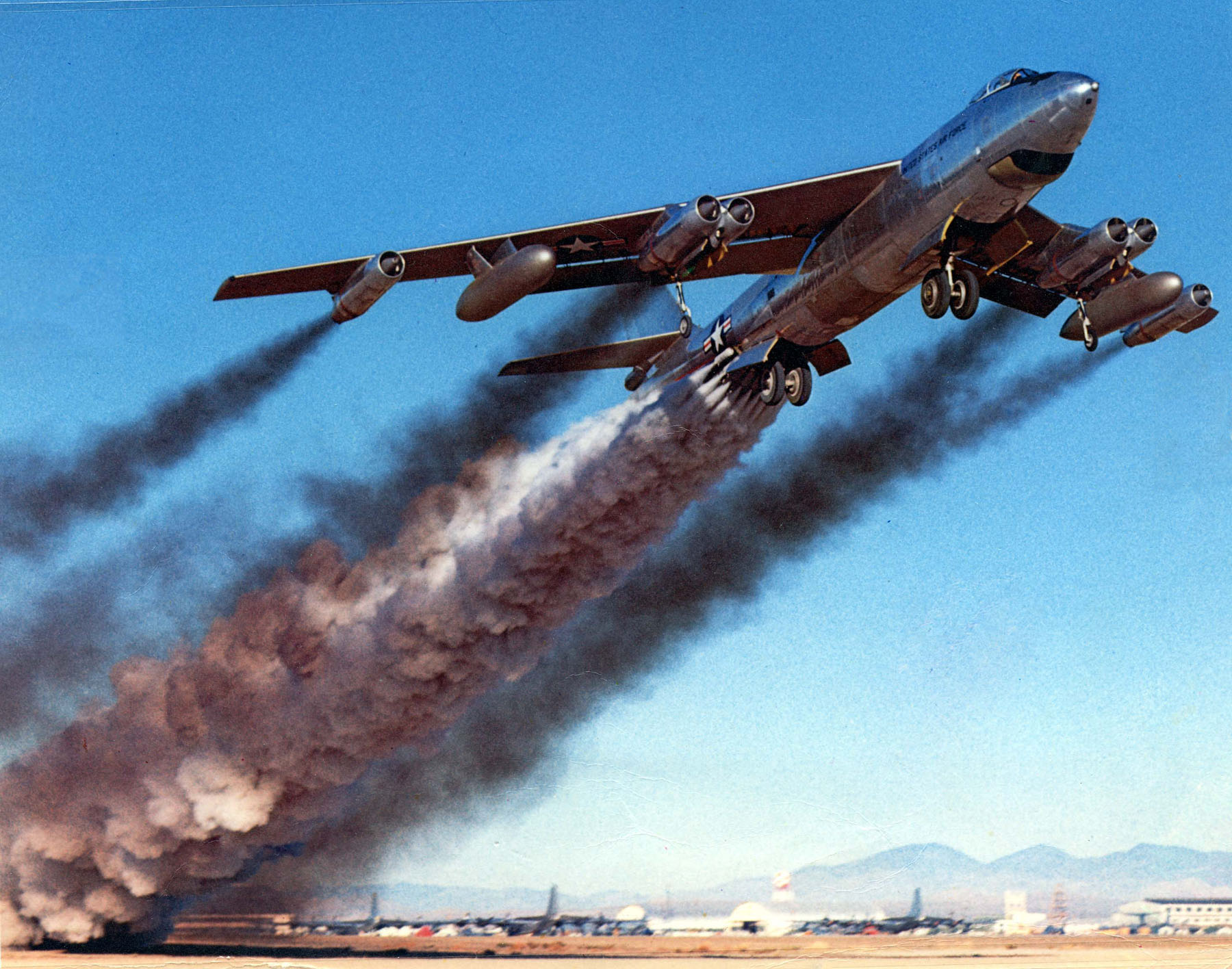
Decoloarea unui Boeing B-47B Stratojet la 15 Aprilie, 1954

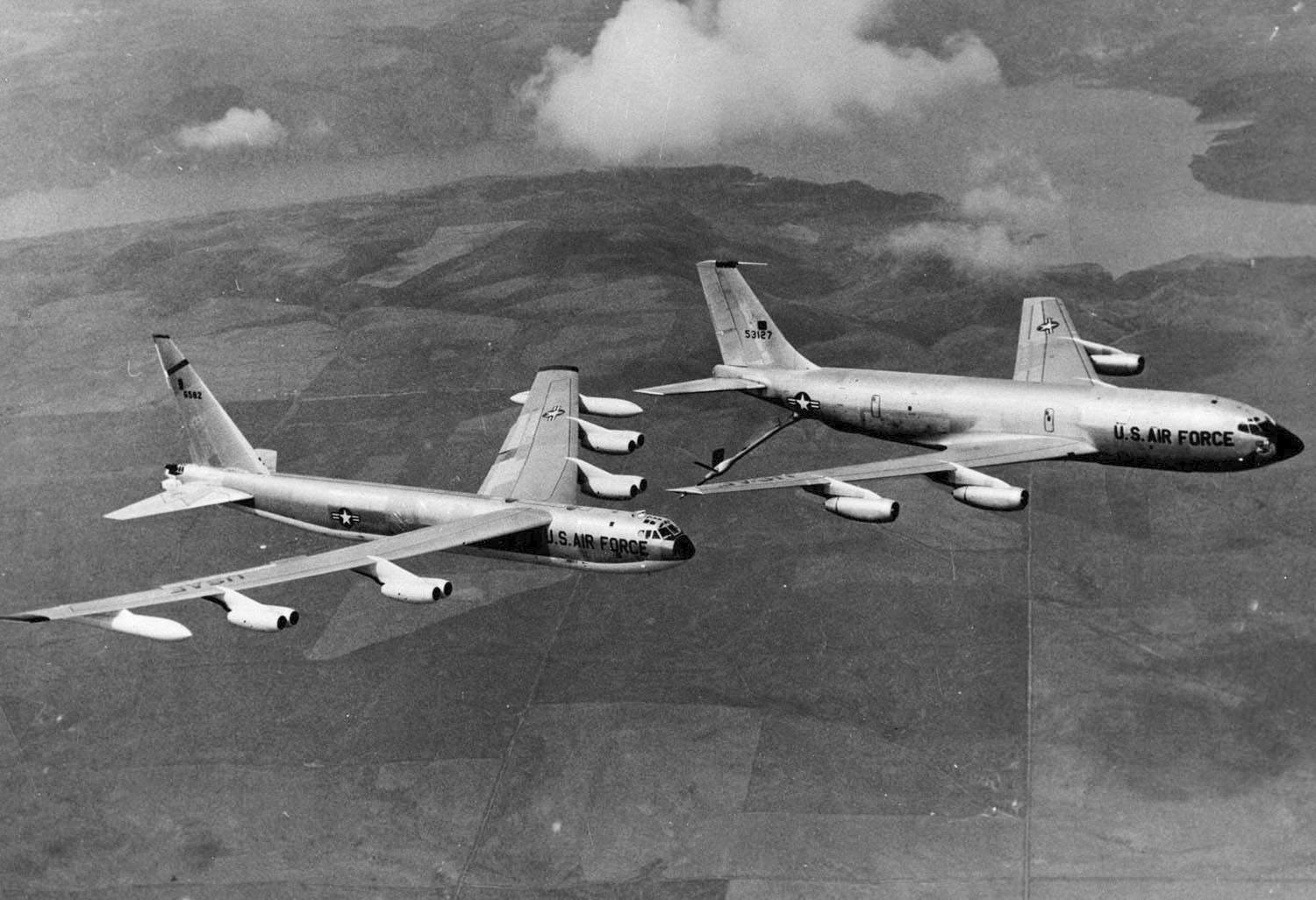
Un B-52D Stratofortress care este realimentat în aer de către un KC-135 Stratotanker, 1965

Începând din 1955, Forțele Aeriene ale Statelor Unite ale Americii mențineau o stare de alertă pentru o treime din bombardierele proprii. Echipajul fiind pregătit să decoleze în 15 minute și să zboare spre țintele stabilite din interiorul Uniunii Sovieticii distrugându-le cu bombe nucleare, în cazul unui prim atac al Uniunii Sovietice. În anul 1961 Președintele John F. Kennedy a mărit bugetul programului și procentul avioanelor aflate în alertă la 50%.

### MIRV

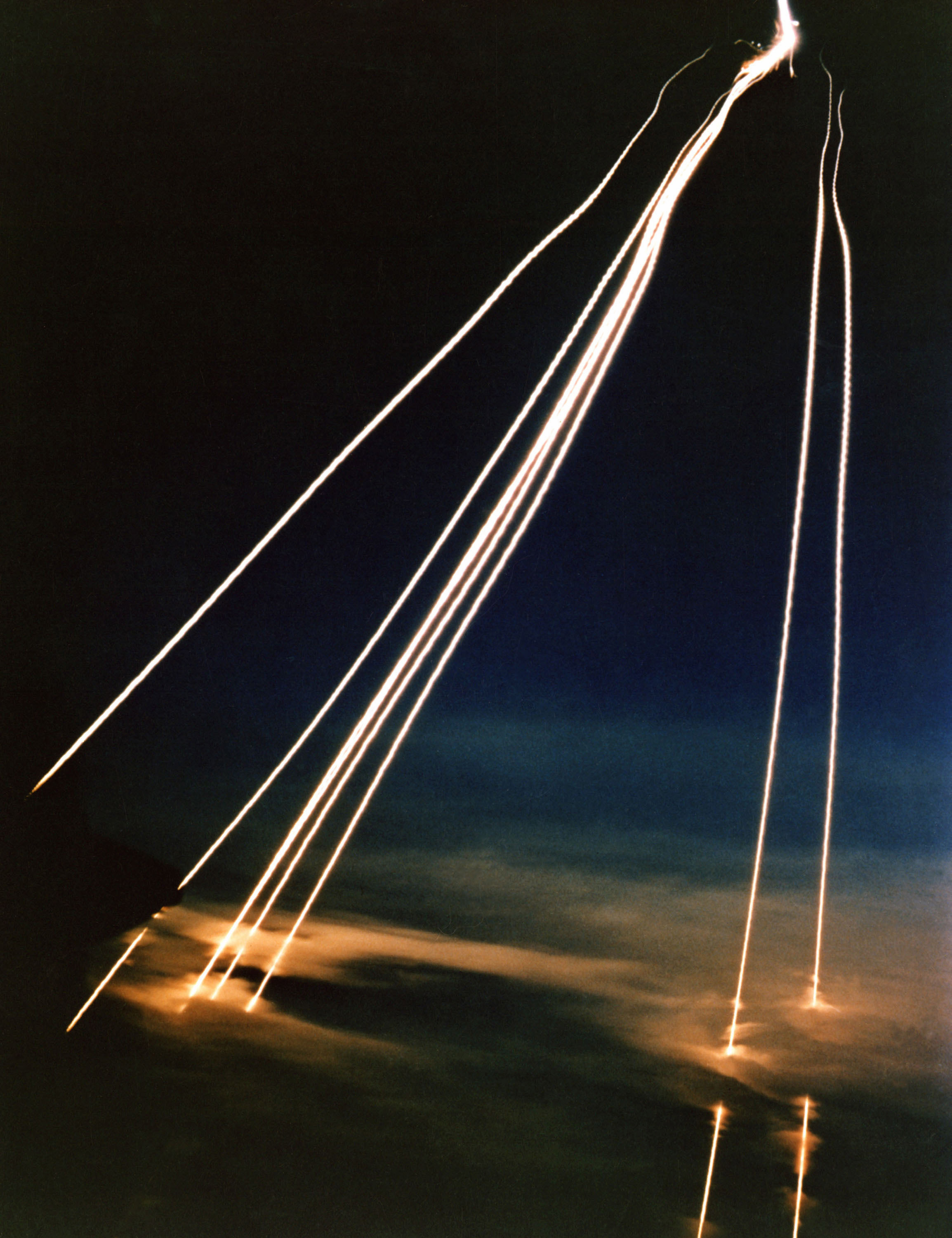
O expunere a opt Rachete Balistice Intercontinentale din clasa LGM-118A Peacekeeper care trec prin nori.

O altă tehnologie folositoare în cadrul unui războiul nuclear este multiple independently targetable reentry vehicle (MIRV). Folosind MIRV, o Rachetă balistică intercontinentală ar avea mai multe capete, fiind astfel aproape imposibil de distrus.
MIRV a fost întâi creat de Statele Unite pentru a combate apărarea anti-balistica din jurul Moscovei. Din moment ce o singură rachete de apărare poate (teoretic) să distrugă doar o singură rachetă de atac, având o rachetă de atac cu mai multe capete (de exemplu 3) ar însemna că apărătorul trebuie să tragă 3 rachete de apărare pentru a combate o singură rachetă de atac. Acest lucru a făcut apărarea împotriva rachetelor mult mai costisitoare și mai complicată. Una dintre cele mai mari rachete MIRV este  LGM-118A Peacekeeper, care poate deține până la 10 capete de atac, fiecare cu în jur de 300 KiloTone. Împreună explozia ar fi de 230 mai puternică decât bombele folosite în Bombardamentele atomice de la Hiroshima și Nagasaki. Astfel apărarea împotriva rachetelor balistice cu mai multe capete a devenit imposibilă cu tehnologia disponibila, lăsând doar amenințarea contraatacului ca o opțiune de apărare viabilă. Rachetele intercontinentale cu baza la sol (în silozuri) care dispun de capete de luptă multiple au un efect foarte destabilizator, deoarece fiecare dintre adversari este tentat să atace primul, după principiul "folosește-le sau pierde-le".
Să presupunem că fiecare dintre cei doi adversari dețin 100 de asemenea rachete cu câte 5 capete fiecare, și că fiecare parte are o șansa de 95% de a distruge rachetele inamice în silozuri, folosind câte 2 capete pentru fiecare siloz. În acest caz, statul care atacă primul poate reduce arsenalul inamicului până la 5 rachete, folosind 40 de rachete cu 200 de capete în total, menținând restul de 60 în rezervă de aceea acest tip de arma a fost interzis în tratatul START II.
Acesta însă nu a intrat în vigoare deoarece nu a fost ratificat de către Duma rusă.
În cazul unui atac convențional din partea Sovieticilor în Europa de Vest, NATO planifica să folosească  arme nucleare tactice. Uniunea Sovietica a răspuns amenințării dând o declarație de stat care informa că orice folosire de arme nucleare (tactice sau normale) împotriva Uniuni Sovietice ar rezulta la un contraatac de scară largă din partea lor. De aceea se presupune că orice război din Europa s-ar sfârși cu rezultate apocaliptice. 
Citatul „Nu știu cu ce arme se va lupta în al Treilea Război Mondial, dar al Patrulea Război Mondial va fi luptat cu bețe și pietre.” este în general atribuit lui Albert Einstein.

### Capabilitatea unui Atac Secundar
Odată cu apariția submarinelor balistice, începând cu submarinul de clasa George Washington în 1959, posibilitatea supraviețuirii forței nucleare a devenit posibilă și un atac secundar a devenit credibil. Acest lucru nu a fost înțeles în totalitate până în anii 1960 când strategia distrugerii reciproce asigurate a devenit descrisă în totalitate, în mare de Secretarul Apărării din Statele Unite, Robert McNamara.

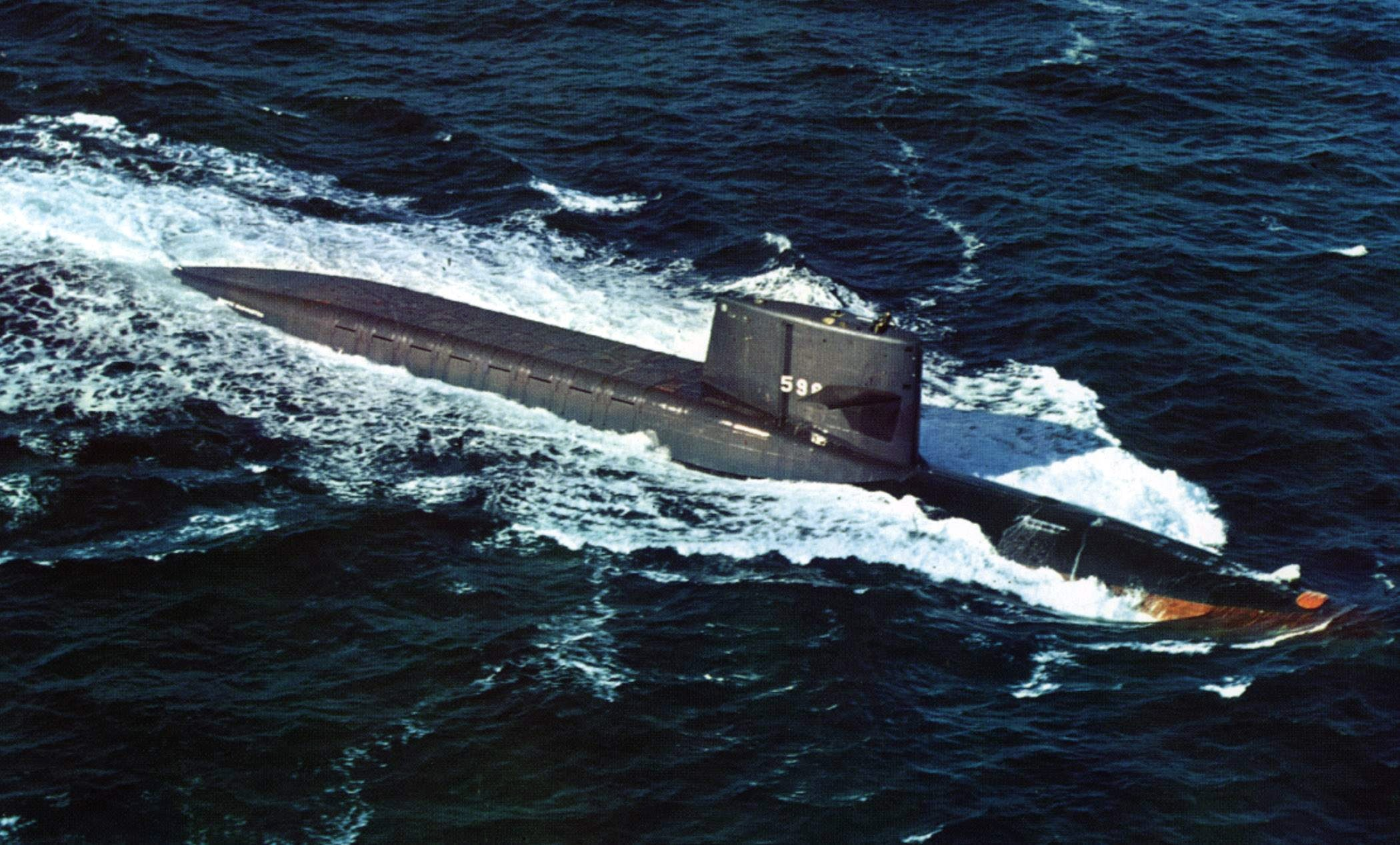
Submarinul Nuclear American USS George Washington

În formularea lui McNamara, în DRA, națiunile cu putere nucleară ar avea fie posibilitatea unui prim atac sau a unui atac secundar. O națiune care folosește un prim atac ar distruge întregul arsenal nuclear al inamicului, astfel ar preveni un contraatac nuclear.
Capabilitatea unui atac secundar indica faptul că o națiune poate să-și onoreze promisiunea unui răspuns nuclear cu destulă forța, astfel făcând primul atac foarte neplăcut. Conform lui McNamara, cursa de înarmare a fost doar pentru a evita puterea unei națiuni de a avea unui atac prim.
O formă veche de capabilitatea a unui atac secundar era deja activ și consta în folosirea patrulelor permanente de bombardiere care conțineau bombe nucleare cu un număr fix de avioane care erau permanent în aer (astfel fiind neatinse de un prim atac) indiferent de oră. Folosirea acestei tactici a fost oarecum redusă de dificultatea logistică de a păstra destule avioane active la orice oră, și avantajelor pe care RBI le aveau în fața  bombardierelor (care puteau fi doborâte de apărarea anti-aeriană înainte de a ajunge la țintă).
Submarinele cu rachete balistice (submarine nucleare) au stabilit o capabilitate reală de atac secundar dat fiind faptul că acestea erau aproape nedetectabile, fiind numeroase era improbabil ca toate să fie distruse (în comparație de exemplu cu un siloz de rachete care avea o locație fixă și putea fi detectat în timpul primului atac). Având rază lungă de acțiune, supraviețuire îndelungată, și abilitatea de a transporta multiple rachete cu raza medie și lungă de acțiune, submarinele au devenit metode credibile și efective pentru un contraatac de scară largă chiar după un prim atac masiv.

### Sfârșitul Războiului Rece

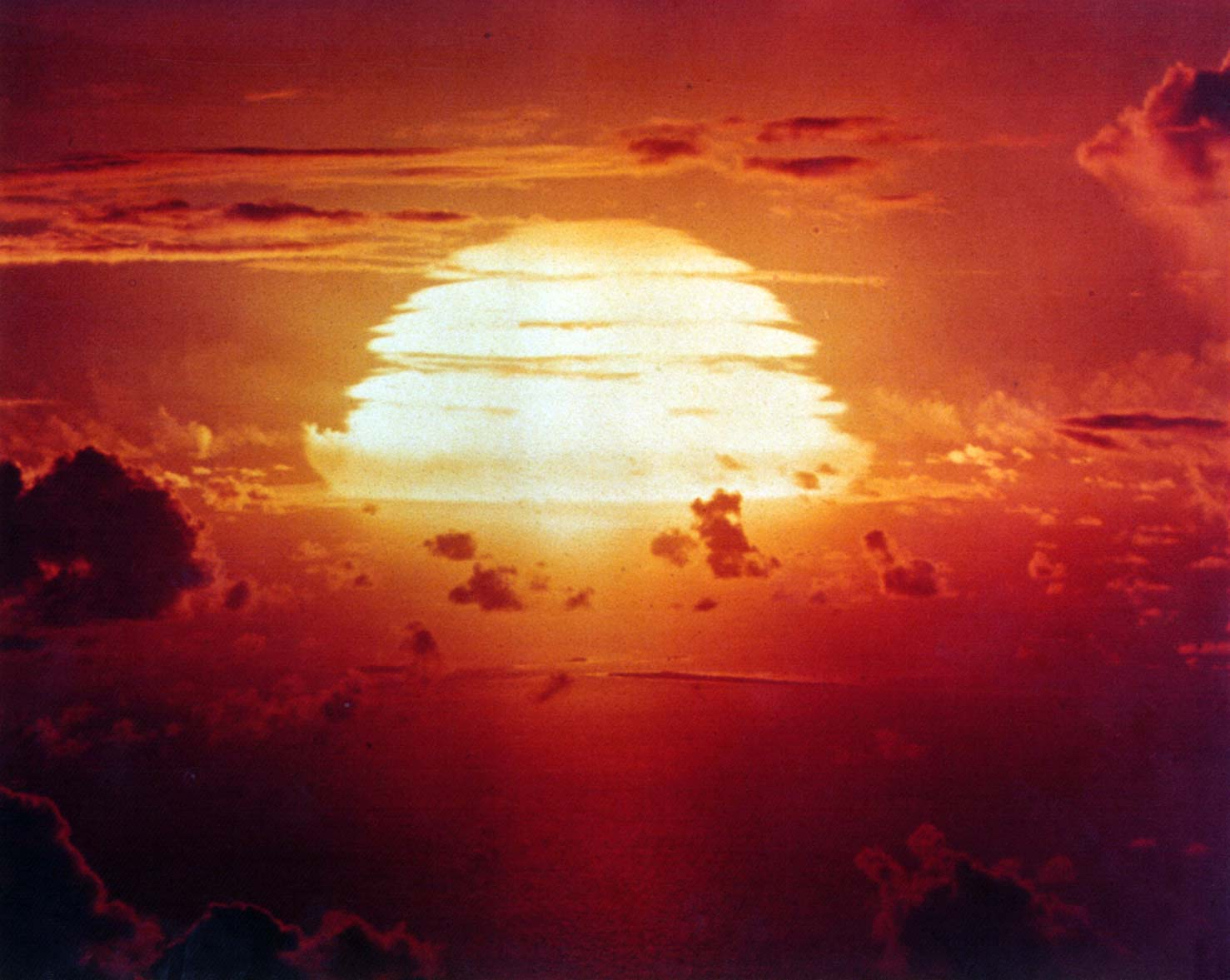
Test Bombă Nucleară

Doctrina originală DRA a fost modificată în 25 iulie 1980, președintele S.U.A. de atunci Jimmy Carter  adoptând un număr de strategii compensatorii. Conform Secretarului De Apărare Harold Brown, "strategiile compensatorii" modificau răspunsul planificat împotriva unui atac Sovietic, acesta nemaifiind îndreptat înspre populația Rusiei, în schimb prima măsură ar fi uciderea liderilor, apoi atacarea bazelor miliare, în speranța capitulării Rusiei înainte de o distrugere totală a URSS (și a Statelor Unite). Acestă versiune modificată de DRA a fost văzută ca un război nuclear care poate fi câștigat, menținând posibilitatea distrugerii totale pentru cel puțin o parte implicata în conflict. Această politică a fost îmbunătățită de Administrația Reagan cu anunțul Inițiativei Strategice de Apărare (ISA) (supranumit și „Războiul Stelelor”), obiectivul fiind de a concepe tehnologii spațiale pentru a distruge rachetele Sovietice înainte de a lovi Statele Unite.
ISA a fost criticată atât de Sovietici cât și de aliații Americii (incluzând prim ministrul Regatului Unit Margaret Thatcher) deoarece dacă ar fi operațional și efectiv, acest program ar submina "distrugerea asigurată" din DRA. Dacă America ar avea o garanție împotriva atacurilor nucleare Sovietice, criticii afirmă, că ar avea posibilitatea unui prim atac, acest lucru ducând la o dezechilibrare politică și militară. Criticii au afirmat de asemenea că ar începe o nouă cursă de înarmare, pentru a concepe contra-măsuri pe ISA. În ciuda promisiunilor pentru siguranța nucleară, ISA a fost descrisă de critici (incluzând fizicianul nuclear și viitor activist pentru pace Andrei Saharov) ca fiind mai periculoasă decât DRA  datorită implicării politice. Susținătorii de asemenea au afirmat că ISA începe o nouă cursă de înarmare, forțând URSS-ul să cheltuiască un mai mare procentaj din PIB pe apărare - acest lucru se vehicula că ar fi cauza indirectă a unui eventual colaps a Uniunii Sovietice.

## DRA de la pace mondială la raționalitate
După apariția și diversificarea armelor nucleare, nu a existat nici un conflict militar major (cu pierderi asemănătoare celor din Al II-lea Război Mondial), astfel conform unora, DRA deși criticată, a păstrat pacea la nivel mondial.
Atac Secundar

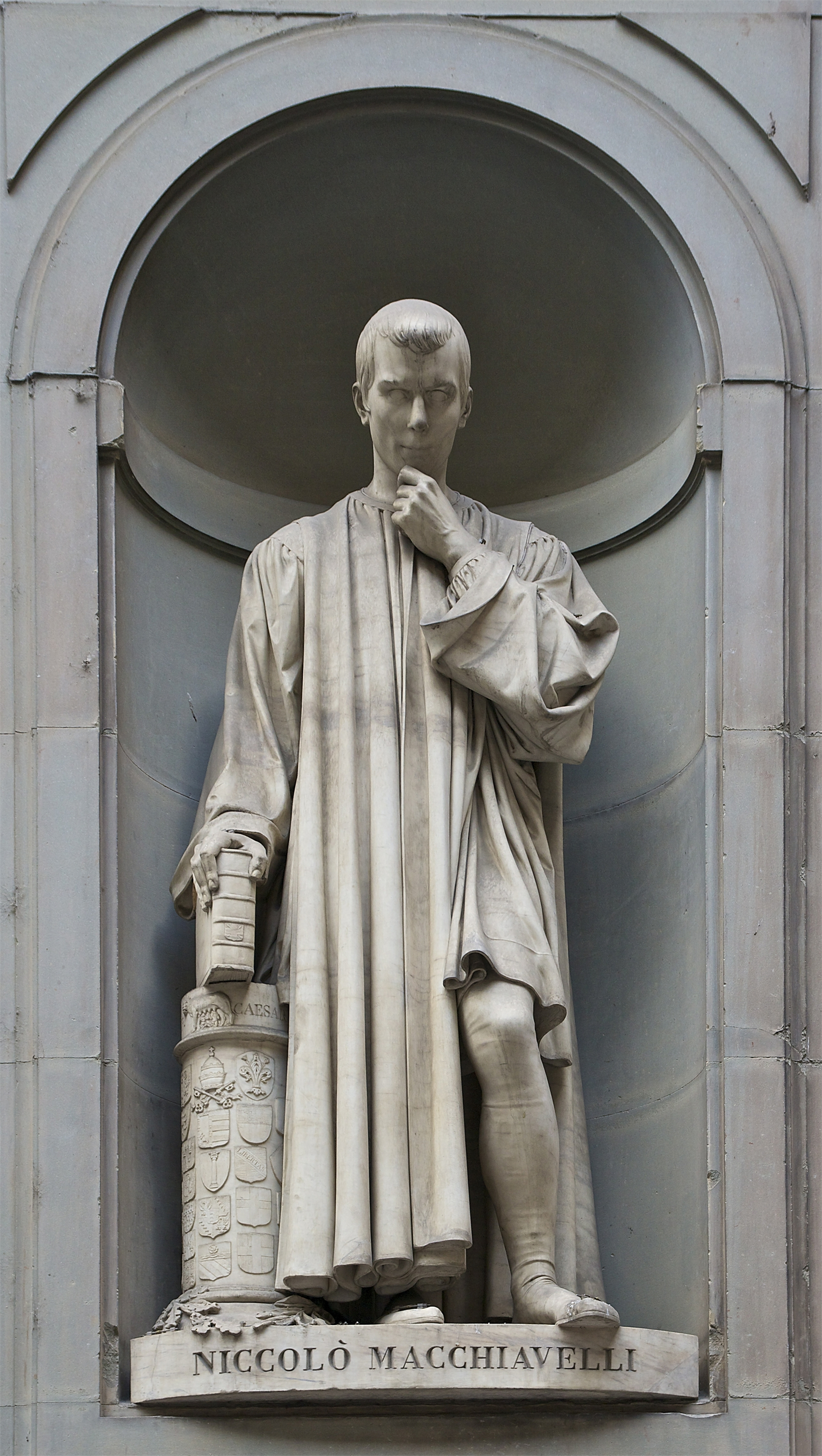
Oameni ar trebui sa fie ori tratați generos ori distruși, deoarece ei se pot răzbuna pentru rănile minore - dar pentru cele critice nu pot Niccolo Machiavelli

- Un prim atac trebuie să fie capabil să prevină un contraatac sau distrugerea reciprocă este asigurată. În acest caz statul care a atacat primul nu ar avea nimic de pierdut, deoarece ar decapita statul atacat. Pentru e evita acest lucru, statele trebuie să-și aloce forțele și armele astfel încât loviturile decisive să fie aproape imposibile, acest lucru se poate face prin distribuirea bazelor în afara propriilor granițe și prin o combinație de armată navală, terestră, aeriană și subterană.

Detectare perfectă
- Toate mecanismele pot avea erori, dacă mecanismele sunt concepute pentru a monitoriza lansările armelor nucleare a tării opuse atunci erorile pot avea consecințe catastrofale. În timpul războiului rece au existata câteva incidente de acest gen, cum a fost cazul lui Stanislav Petrov.
- Apariția tehnologie stealth pentru avioane de tipul B-2 Spirit  reduce semnificativ șansa de identificare a unui prim atac.
- Dezvoltarea mecanismelor de camuflare a unei bombe nucleare face aproape imposibila detectarea lor (ex  Nucleară în servietă). O rachetă cu rază mică de acțiune lansată de pe un submarin ar reduce de asemenea posibilitatea de detectare a lansării, prezența armelor in aproprierea posibilelor ținte este de asemenea un atu. (vezi Criza rachetelor cubaneze)
- Locație perfectă. Dacă se observă o lansare de la granița Rusă-Chineză, ar putea să fie greu de identificat care națiune este responsabilă, atât Russia cât și China sunt capabile de lansare și împotriva cărei țari contraatacul va fi lansat este incert.

Raționalitatea conducătorilor
- Un comandat poate corupe decizia de lansare (acest lucru este prezentat în  Dr. Strangelove).
- Toți liderii cu capabilitate de lansare trebuie să le pasa de supraviețuirea poporului său. Un extremist poate primi cu brațele deschise Armageddon-ul și să lanseze un atac neprovocat.

Inaplicabilitatea de apărare
- Adăposturile nucleare și rețelele aferente sunt insuficiente pentru protejarea unui mare segment de populație sau a industriei.